# Kathreiner-Haus
Das Kathreiner-Haus in Berlin (auch: Kathreiner-Hochhaus), benannt nach der Erbauerin, der Kathreiner Malzkaffee-Fabrik GmbH, ist ein denkmalgeschütztes Gebäude im Ortsteil Schöneberg (Bezirk Tempelhof-Schöneberg) an der Potsdamer Straße 186.

## Geschichte
Im November 1928 gab der Minister für Volkswohlfahrt in Preußen, Heinrich Hirtsiefer, in einem Erlass seine Zustimmung zum Bau des Kathreiner-Hauses. Bedingung für die Genehmigung war, dass der Eigentümer des Grundstücks sich verpflichtet, auch südlich des Eingangs zum Kleistpark ein Hochhaus zu errichten.
Das vom Berliner Atelier für Architektur Bruno Paul im Stil der Neuen Sachlichkeit entworfene Gebäude wurde im März 1930 von der Firma Kathreiner bezogen. Es besteht aus drei Flügeln: die beiden parallel zur Potsdamer Straße liegenden Flügel sind sechsgeschossig und orientieren sich an der Traufhöhe der sie umgebenden Bauten. Sie werden durch einen quer zur Straße verlaufenden Trakt verbunden, der wiederum aus zwölf Geschossen besteht, wodurch das Gebäude seine markante H-Form erhielt. Die Fassade ist mit Thüringer Travertin verkleidet, die Laibungen der horizontal verlaufenden Fensterreihen mit sich farblich leicht abhebendem römischen Travertin verkleidet. Die bebaute Fläche beträgt 1225 m², die Höhe bis zum Dach umfasst 46 Meter und die Nutzungsfläche beträgt 9500 m².
Mit dem Verwaltungsgebäude Potsdamer Straße 188–192  (Arthur Vogdt, 1938/1939) bildet es einen kontrastreichen Rahmen für die barocken Königskolonnaden, die, 1910 hierher versetzt, ein Entrée für den Heinrich-von-Kleist-Park darstellen.
Seit Fertigstellung diente es der namengebenden Bauherrin als Verwaltungsgebäude. Nach dem Zweiten Weltkrieg wurde es von der BVG, später u. a. vom Berliner Senat genutzt. Künftig soll das Verwaltungsgericht Berlin dort untergebracht werden.